# Andreas Bodenhoff
Andreas Bodenhoff (5. januar 1723 i København – 8. august 1794) var en dansk handelsmand.
Han har navnlig sat sig et navn i efterverdenen som grundlægger af Bodenhoffs Plads på Christianshavn. Efter at han havde taget borgerskab som skipper i København 1749, begyndte han en tømmerhandel, som efterhånden antog betydelige dimensioner, især ved leverancer til Marinen. Herved erhvervede han midler til sit forehavende, og 1766 og 1768 fik han tilladelse til at opfylde et udstrakt areal grundt vand mellem Christianshavns Vold og daværende almindeligt handelskompagnis plads (Wilders (tidligere Bjørns) og Krøyers Plads), hvor han med stor bekostning anlagde den fordelagtige skibsbygnings- og handels-oplagsplads, hvortil han støttedes af Staten ved toldfrihed for det til bolværkerne anvendte tømmer.
Han blev grosserer 1765, agent med virkelig kancelliråds rang 1767 og tjente sig ved handel, skibsrederi og skibsbygning en anselig formue. Bodenhoff var gift to gange, 1. gang med Mette Marie Andersdatter (død 1757), 2. gang med Mathilde Cathrine Rohde (17. oktober 1737 – 1. marts 1770), og efterlod sig flere børn. Hans søn, der også hed Andreas Bodenhoff, giftede sig 6. januar 1796 med Giertrud Birgitte Rosted (8. januar 1779 – 18. juli 1798), begge led en sørgelig skæbne. Hans datter Gjertrud Cathrine Bodenhoff (1. april 1765 – 19. november 1814) blev gift 1795 med officeren Frederik Caspar Conrad Frieboe. Derved kom Bodenhoffs landsted Vildnisset i Kongens Lyngby i Frieboes eje, hvorefter det blev kendt som Frieboeshvile.
På hans smukke gravmonument, et af de betydeligste på Assistens Kirkegård, gives ham eftermælet: En virksom, klog og goddædig Mand. Mange, som han skaffede underhold, erindrer ham med taknemmelig vemodighed. Han døde 8. august 1794.